# انگور برمه
انگور برمه (نام علمی: Baccaurea ramiflora) نام یک گونه از راسته مالپیگی‌سانان است.